# Motorway
Motorway (Che sau) è un film del 2012 diretto da Pou-Soi Cheang.

## Trama
Cheung (Shawn Yue), giovane della polizia stradale specializzato in inseguimenti, è ossessionato dal catturare Jiang, rapinatore ed esperto pilota. Lo (Anthony Wong Chau-sang), collega e partner di lavoro di Cheung, con un passato incidente avvenuto nel 1995 per inseguire lo stesso Jiang, si convince ad aiutare il giovane collega.

## Riconoscimenti
- 2012 - Golden Horse Film Festival 
  - Migliore coreografia d'azione a Kar Lok Chin, Wai-Fai Wong e Hoi-Tong Ng
- 2013 - Hong Kong Film Awards
  - Nomination Miglior film
  - Nomination Miglior regista a Pou-Soi Cheang
  - Nomination Miglior montaggio a David M. Richardson e Allen Leung
  - Nomination Migliore coreografia d'azione a Kar Lok Chin, Wai-Fai Wong e Hoi-Tong Ng
  - Nomination Miglior sound design a Benny Chu e Steve Miller
  - Nomination Migliori effetti visuali a Wai-ho Law e Tommy Chin Wing Cheung
- 2012 - Sitges - Festival internazionale del cinema fantastico della Catalogna
  - Nomination Migliore Film a Pou-Soi Cheang
- 2012 - Bucheon International Fantastic Film Festival
  - Nomination miglior film (best of Bucheon) a Pou-Soi Cheang